# 湧別町営バス
湧別町営バス（ゆうべつちょうえいバス）とは、北海道オホーツク総合振興局管内の紋別郡湧別町が運行する自治体バス（廃止代替バス）である。

## 概要
1970年代より沿線人口の流出やモータリゼーション化によって利用客が少なくなり、民間事業者による維持が困難になり廃止された路線を、いわゆる80条バスとして町自ら運行するものである。自治体合併後も旧町から引き継いで運行され、最低運賃と賃率は旧湧別町のものに、定期乗車券の割引率は旧上湧別町のものに合わせられている。
民間事業者は北海道北見バスと北紋バスが運行する名寄本線バス代行路線が乗り入れる。網走バスが運行する湧網線バス代行路線は2010年（平成22年）10月1日付で廃止され、同日より中湧別 - 芭露（ - 計呂地）間で町営バスの運行を開始。計呂地 - 佐呂間（佐呂間厚生病院）間は原則町民専用の乗合ハイヤーが完全予約制で週2日運行される。
鉄道廃止によるバス代行路線以外は自治体合併までにすべて廃止された。2007年（平成19年）4月1日より、北海道北見バスおよび共同運行会社により中湧別・上湧別と札幌市の間に高速バス（高速えんがる号）が運行されていたが、2012年（平成24年）4月1日より全便遠軽町発着となり湧別町乗り入れは廃止されている。

### 旧・湧別町
1946年（昭和21年）より北紋バスが中湧別線（中湧別 - 湧別 - 紋別）を運行したのを皮切りに、1949年（昭和24年）5月より北見バスが湧別線（湧別 - 遠軽）、1950年（昭和25年）より三里浜線（湧別 - 三里浜）と上芭露線（遠軽 - 上芭露）を運行した。また、後述の通り町営バスが東芭露線と若佐線を運行し、1957年（昭和32年）に北紋バスへ譲渡し民間路線となっている。北紋バスと北見バスは1962年（昭和37年）に相互乗り入れで北見 - 遠軽 - 湧別 - 紋別間の急行バスと遠軽 - 湧別 - 紋別間を開設。湧別 - 遠軽間は30分に1本の高頻度で運行された。同年には北紋バスが東芭露線と若佐線の営業権を北見バスに譲渡している。北見バスがサロマ湖観光用の定期観光バスを運行していた時期もあった。

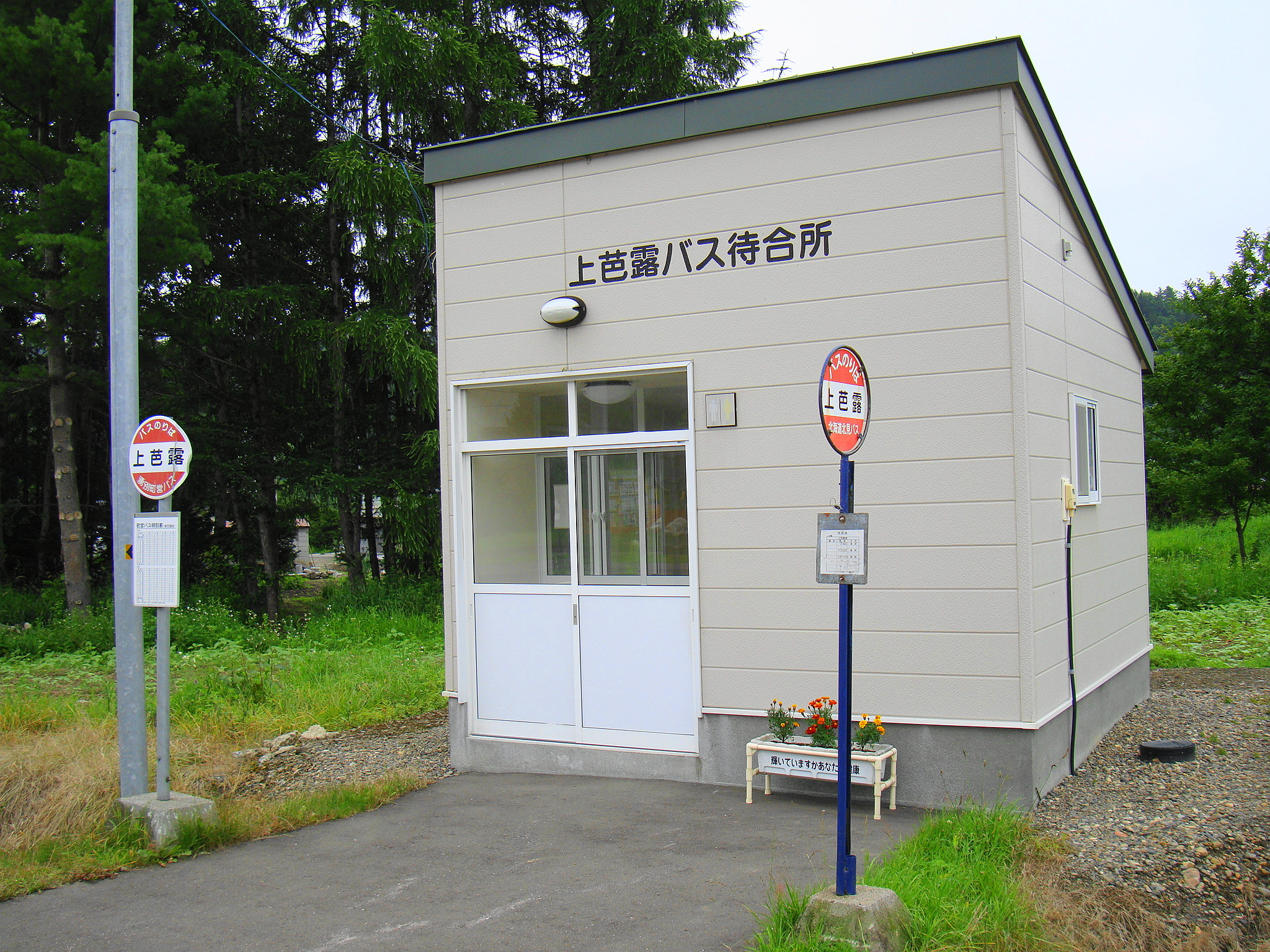
上芭露（2009年7月）

昭和40年代に制定された「地方バス路線運行維持対策要綱」では北見バス路線の大半が生活交通路線に該当となり、路線維持補助金を受けても好転しない路線の廃止が推し進められ、町内では三里浜線、東芭露線、若佐線が廃止対象となった。その他の路線は幹線系統であることや鉄道廃止によるバス代行路線化などもあって維持されたが、北見 - 紋別間の急行バスは直通需要の減少などから遠軽を境に系統分離され普通便に振り替えられた。生活交通路線の上芭露線は他路線が廃止される中も補助金を受けながら存続していたが、遠軽町が補助金供出を取り止めたことにより合併直前の2009年（平成21年）10月1日付で廃止され、同日より東芭露・上芭露・西芭露と遠軽（遠軽ターミナル・遠軽駅・遠軽厚生病院）との間に原則町民専用の乗合タクシーを完全予約制で運行し代替する。
北紋バスの路線は北見バス同様に鉄道廃止によるバス代行路線化などによって維持されていたが、北見バス撤退後も運行を続けていた急行北見線は2009年（平成21年）4月1日に廃止され、遠軽 - 湧別 - 紋別間の普通便に振り替えられている。名寄本線バス代行開始時には名士バスも乗り入れていたが、2001年（平成13年）に路線短縮により乗り入れなくなっている。

#### 戦後の独自運行
湧別町営バスには、民間事業者の路線が無かったために民間事業者と同じ一般乗合旅客自動車運送事業で運行したバスが存在した。
戦前は現在の北海道北見バス遠軽営業所の前身となる遠軽乗合自動車合資会社、さらなる前身会社である湧別乗合合資会社および遠佐自動車合資会社によって湧別 - 上湧別や芭露 - 遠軽などが運行されていたが、北海道における旅客自動車運輸事業統合要綱による北見乗合自動車への統合以降は、鉄道並行であることや物資不足などからほとんど運行されることは無く、1944年（昭和19年）に休止された。
戦後、湧別市街地付近では1946年（昭和21年）に運行再開したものの芭露方面は再開されなかったため、町が独自に東芭露線（湧別 - 東芭露）と若佐線（湧別 - 若佐）を運行した。担当者の尽力によって冬期間の運休もほとんど無く、民間事業者の運行でも採算が取れる目処が付いたことから1957年（昭和32年）に北紋バスへ譲渡し、町営バス業務は一旦終了となった。

### 旧・上湧別町
旧上湧別町における民間事業者の動きは、路線の大半が旧湧別町と跨っていたため大半が同じである。
旧湧別町に乗り入れない路線は、1955年（昭和30年）8月より北見バスが富美線（遠軽 - 上湧別 - 上富美）を運行したが、昭和40年代に北見バスが行った赤字路線の整理統合によって廃止されている。

### 年表
- 1950年（昭和25年）1月 湧別町営バス東芭露線運行開始。
- 1952年（昭和27年） 湧別町営バス若佐線運行開始。
- 1957年（昭和32年） 両路線を北紋バスに譲渡し事業終了。
- 1970年（昭和45年）6月25日 湧別町営バス事業再開。東芭露線運行開始。
- 1971年（昭和46年）6月1日 上湧別町営バス富美線運行開始。
- 1972年（昭和47年）1月 湧別町営バス計呂地線運行開始。
- 1974年（昭和49年）4月 湧別町営バス三里浜線運行開始。
- 1976年（昭和51年）4月 湧別町スクールバス一般混乗認可。
- 1989年（平成元年）5月1日 上湧別町営バス旭・川西線運行開始。
- 2009年（平成21年）10月5日 （新）湧別町発足により（新）湧別町営バスとなる。
- 2010年（平成22年）10月1日 計呂地・中湧別線運行開始、計呂地・志撫子線と統合。

## 運行系統
旧湧別町域で運行されていたスクールバスは一般客の乗車が認められ、登下校に合わせた運行ダイヤであること以外は町営バスと一体的に扱われ、車両も区別なく使用されていた。。
2024年（令和6年）6月1日現在。スクール便の一般乗車、および一部の便・停留所は予約が必要となる。

### 富美線
- 中湧別TOM - 上湧別中学校 - 上湧別屯田市街地 - 札富美 - 富美 - 上富美

北見バス富美線の廃止代替バス。一部便は旭・川西線と直通する。

### 旭・川西線
- 上湧別中学校 - 中湧別TOM - 川西[9] - 旭

1989年（平成元年）5月1日に廃止された名寄本線のバス代行は民間事業者が行うが、紋別方面へ至る経路が道路事情から湧別支線に沿って設定されるため、孤立する区間の運行を行うものである。一部便は富美線と直通する。

### 三里浜線
- 湧別 - 4号線 - 北テイネイ - アサリ浜 - 登栄床漁港 - 三里浜 - 竜宮台

1974年（昭和49年）に廃止された北見バス三里浜線の廃止代替バス。サロマ湖永久湖口付近に至る観光路線の役割も持つ。2011年（平成23年）4月1日に同じ区間で運行されていたスクールバス登栄床線を統合。

### 計呂地・中湧別線

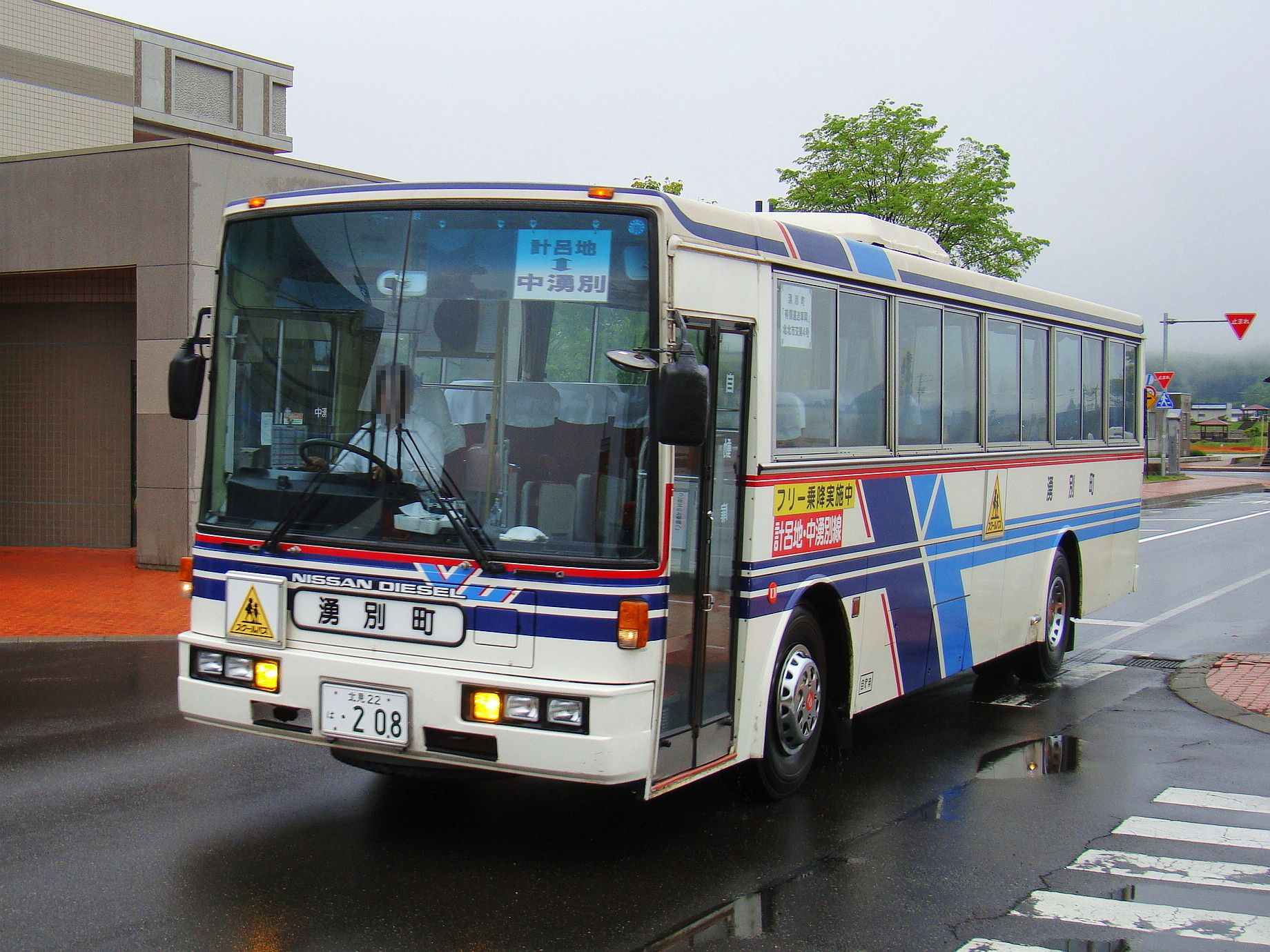
計呂地・中湧別線

- 中湧別TOM - 福島 - 弥生 - 芭露 - 愛ランドユー - 志撫子浜 - 計呂地 - 7号線 - 寿の家前 - 13号線 - 19号線

1969年（昭和44年）に廃止された北見バス若佐線のうち、湧別町域区間の廃止代替バスとして計呂地線の運行を開始。町営バス運行開始時は計呂地線であったが、スクールバス志撫子線を統合し計呂地・志撫子線となった。
1987年（昭和62年）3月20日の湧網線廃止により網走バスがバス代行路線の運行を開始したが2010年（平成22年）10月1日に廃止され、同日より湧別町域区間の廃止代替バスとして中湧別発着に延長。計呂地・中湧別線に改称された。一部便は芭露地区で芭露小学校、湖陵中学校を経由する。

### 中湧別・佐呂間線
- 中湧別TOM - （計呂地・中湧別線と同経路） - 計呂地 - 佐呂間バスターミナル

2024年（令和6年）6月4日運行開始。北見市内への通院の利便性向上として佐呂間バスターミナルにて佐呂間町ふれあいバス北見線に接続。予約制で週2日運行する。

### 西芭露線
- 芭露 - 芭露小学校前 - 11号線 - 上芭露 - 三叉路 - ふるさとセンター前 - 峯田宅前

2020年（令和2年）3月をもって町営バスとしては廃止、スクール便化。

### 川西・信部内線
- 湧別 - 4号線 - 西3線 - 川西[12] - 加藤牧場前 - 信部内 - 3号6線 - 2号6線 - 西3線 - 4号線 - 湧別

全便スクール便。

### 東・福島線
- 湧別 - 2号5線 - 北テイネイ - 4号3線 - 5号3線 - 5号線 - 4号線 - 湧別

全便スクール便。

### 東芭露線
- 芭露 - 芭露小学校前 - 11号線 - 上芭露 - 21号線 - 東芭露 - 加藤宅前

1970年（昭和45年）に廃止された北見バス東芭露線の廃止代替バス。当初は湧別に発着していたが芭露発着に短縮されている。2009年（平成21年）9月30日までは、上芭露にて北海道北見バス上芭露線と接続していた。西芭露線との重複が多いことから2018年（平成30年）3月をもって廃止、西芭露線へ統合。